# Pasiphila melochlora
Pasiphila melochlora là một loài bướm đêm trong họ Geometridae.